# Sully (Calvados)
Sully település Franciaországban, Calvados megyében. Lakosainak száma 167 fő (2022. január 1.). Sully Maisons, Tour-en-Bessin, Vaucelles és Vaux-sur-Aure községekkel határos.

## Népesség
A település népessége az elmúlt években az alábbi módon változott:
| Lakosok száma | 147  | 132  | 134  | 120  | 134  | 140  | 140  | 153  | 160  | 167  |
|               | 1968 | 1982 | 1990 | 2006 | 2013 | 2015 | 2017 | 2019 | 2020 | 2022 |